# Coelioxys marchalli
Coelioxys marchalli är en biart som beskrevs av Pasteels 1968. Coelioxys marchalli ingår i släktet kägelbin, och familjen buksamlarbin. Inga underarter finns listade i Catalogue of Life.